# Tomas Confesor
Tomas Confesor (Cabatuan, 2 maart 1891 - Manilla, 6 juni 1951) was een Filipijns politicus. Confessor was lid van het Filipijns Huis van Afgevaardigden van 1922 tot 1931 en gouverneur van Iloilo van 1938 tot 1941. Door de Japanse bezetters werd Confessor gevraagd om zitting te nemen in de marionettenregering van president Jose Laurel. Hij weigerde en organiseerde in plaats daarvan de guerrillabeweging in zijn geboorteprovincie Iloilo. De Filipijnse president in ballingschap Manuel Quezon benoemde hem daarop tot gouverneur van de provincie. Na oorlog werd Confesor bij de eerste verkiezingen in een onafhankelijk Filipijnen gekozen in de Senaat van de Filipijnen. Aan zijn termijn de Senaat kwam in 1951 vroegtijdig een einde door zijn dood na een hartaanval.

## Biografie
Tomas Confesor werd geboren op 2 maart 1891 in Cabatuan in de Filipijnse provincie Iloilo. Hij was de tweede van drie zonen van Julian Confesor en Prospera Valenzuela. Na de Iloilo High School werkte hij enige tijd als klerk en veehouder en vanaf 1909 een jaar als leraar en hoofd van de lagere school in Cabatuan. In 1910 vertrok Confesor naar de Verenigde Staten. Daar voltooide hij twee opleidingen. Eerst behaalde hij een bachelor-diploma handel aan de University of California en vervolgens in 1914 een bachelor-diploma economie aan de University of Chicago. Tijdens zijn studie verdiende hij de kost als met een baan als conciërge. Na zijn terugkeer in de Filipijnen doceerde hij eerst een jaar economie aan zijn vroegere middelbare school en werd aansluitend tot schoolsupervisor in Jaro benoemd. In 1920 werd Confesor benoemd tot afdelingshoofd van het Bureau of Commerce and Industry.
In 1922 werd Confesor gekozen in het Filipijns Huis van Afgevaardigden als afgevaardigde van het derde kiesdistrict van Iloilo. In 1925 en 1928 werd hij herkozen. In zijn tijd in het Huis werd hij bekend onder de bijnaam stormy petrel (stormvogel), vanwege zijn kruistocht tegen misstanden door de Filipijnse regering. Confesor was lid van diverse commissies en gedurende enige tijd voorzitter van de commissie voor handel en industrie. In zijn laatste periode was hij voorzitter van de commissie voor de stad Manilla. Een van de wetten die Confessor initieerde was de Coorperatives Marketing Law (Act 3425), een wet die het vormen van corporaties in de landbouw bevorderde.
Na zijn periode in het huis werd Confesor in 1933 door gouverneur-generaal Theodore Roosevelt jr. benoemd tot eerste Filipijnse directeur van het Bureau of Commerce. In 1934 was hij een van de leden van de Constitutionele Conventie van 1934 door wie de Filipijnse Grondwet werd ontworpen. Na de vorming van het Gemenebest van de Filipijnen werd Confesor door Manuel Quezon benoemd tot hoofd van het National Coorporatives Administration. Ook werd hij voor drie jaar gekozen in het nieuwe eenkamerige Filipijnse Assemblee als afgevaardigde van het derde kiesdistrict van Iloilo.
In 1938 werd Confesor gekozen tot gouverneur van zijn geboorteprovincie Iloilo. Kort na zijn herverkiezing in 1941 vielen de Japanners de Filipijnen binnen en namen het bewind over. Hij werd daarop door de Japanners gevraagd om zitting te nemen in de door hen geïnstalleerde regering, maar weigerde dit. In plaats daarvan leidde hij in Iloilo de guerrilla-activiteiten. Hiervoor kreeg hij na de herovering van de Filipijnen door de Amerikanen van president Sergio Osmeña de Legioen van Eer met de rang Commander. Ook werd hij op 8 april 1945 Osmeña benoemd tot minister van binnenlandse zaken. In deze periode sprak hij zich samen met een andere guerrillaleider uit Osmeñas kabinet in sterke bewoordingen uit tegen collaborateurs. Zo voerde hij campagne tegen een mogelijke verkiezing van Jose Laurel tot president van de Filipijnen.
Nadat de Filipijnen hun onafhankelijk verkregen, werd Confesor bij de verkiezingen van 1946 gekozen in de Senaat van de Filipijnen. In 1951 volgde een herkiezing voor een tweede termijn van zes jaar. Enige tijd na deze verkiezingen overleed hij echter op 60-jarige leeftijd aan de gevolgen van een hartaanval. Hij was getrouwd met Rosalina Grecia en kreeg met haar een zoon, Tomas junior. Patricio Confesor, de jongere broer van Tomas, was ook politicus en diende na de oorlog kort als gouverneur van Iloilo en was lid van het Huis van Afgevaardigden.